# Přilba (heraldika)
Přilba je v heraldice jeden z doplňků erbu; lze podle ní (resp. podle počtu) někdy usuzovat z jaké vrstvy držitel erbu pocházel.
Přilba sice není nejdůležitější součástí erbu, ale používá se velmi často. V zásadě helmu v erbu neužívají ženy a duchovní, protože ji nemohli používat v praxi, jelikož nebojovali. V městské heraldice se helmy objevují často.

## Typy přileb
- Hrncová přilba (helm)
- Kbelcová přilba (kbelíková přilba)
- Cylindrová přilba
- Kolčí přilba
- Turnajská přilba

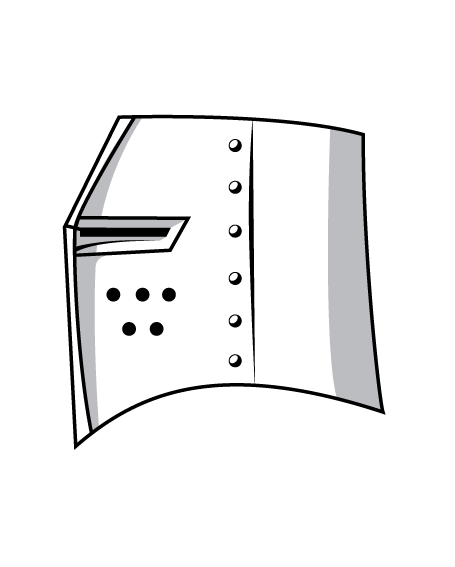
Hrncová přilba
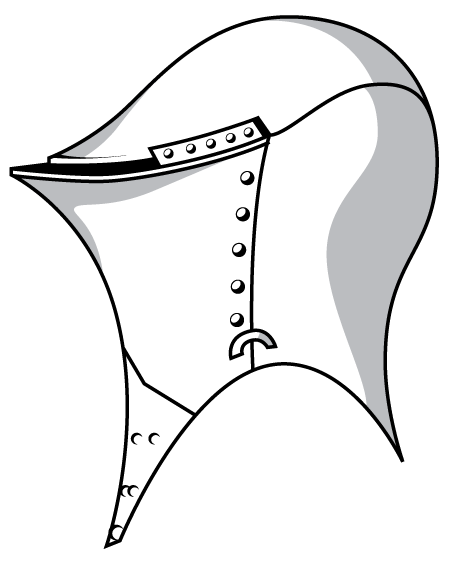
Kolčí přilba
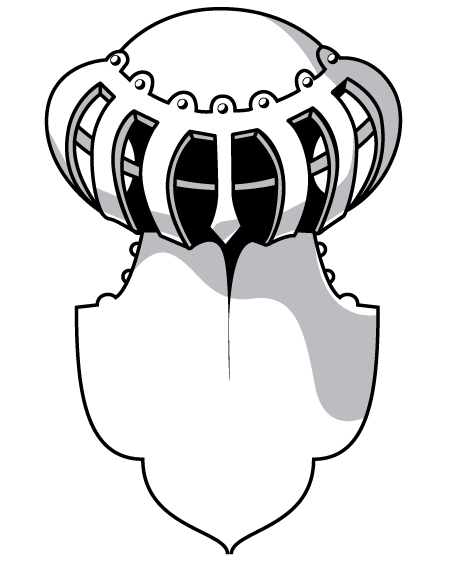
Turnajská přilba
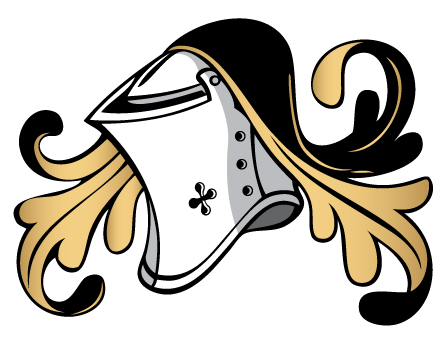
Kolčí přilba s přikryvadly

## Užívání přileb v heraldice
Užívání přileb zavedené Marií Terezií: 
- erbovní měšťané: 1 kolčí přilba s točenicí
- nižší šlechtici: 1 turnajská přilba s korunkou
- vyšší šlechtic: 2 turnajské přilby s korunkou
- baron: 3 turnajské přilby s korunkou
- hrabě a vyšší stavy: 4 turnajské přilby s korunkou

Ne vždy bylo toto dodržováno – například při povýšení Aichelburgů do hraběcího stavu dne 3. února 1787 dostali přileb sedm.
Toto pravidlo je projevem pokleslé, tzv. copové heraldiky. Daleko častěji více helem na erbu značí vývoj erbu a rodu, tj. pokud erb vznikl spojením erbů několika rodin, ve výsledném spojeném erbu zůstávají i přilby a klenoty z předchozích erbů.
V britské a francouzské heraldice má význam i barva helmy. Celá zlatá je vyhrazena pro krále, vévoda má helmu ocelovou kupředu hledící s pěti zlatými obroučkami, panoš helmu ocelovou s odklopeným hledím atd. Ve střední Evropě se ovšem podobné rozlišení neužívá.

## Součásti přileb
- Mřížka
- Podšití
- Monile
- Přikryvadla